# Nilopegamys plumbeus
Nilopegamys plumbeus é uma espécie de roedor da família Muridae. É a única espécie do género Nilopegamys.
Apenas pode ser encontrada na Etiópia.
Os seus habitats naturais são: rios.
Está possivelmente extinta por perda de habitat.